# Isanophis boonsongi
Isanophis boonsongi (вуж Бунсонга) — вид змій родини полозових (Colubridae). Ендемік Таїланду. Вид названий на честь тайського зоолога Бунсонга Лекагула. Це єдиний представник монотипового роду Isanophis.

## Поширення й екологія
Вужі Бунсонга відомі за трьома зразками, зібраними на північному сході Таїланду, в провінції Лей. Вони живуть у вологих тропічних лісах у передгір'ях, на берегах водойм. Ведуть напівводний спосіб життя, живляться амфібіями й рибою.